# Unnur
Unnur  è un nome proprio di persona islandese femminile.

## Varianti in altre lingue
- Norreno: Unnr[1][2]
- Norvegese: Unn[1][2]

## Origine e diffusione

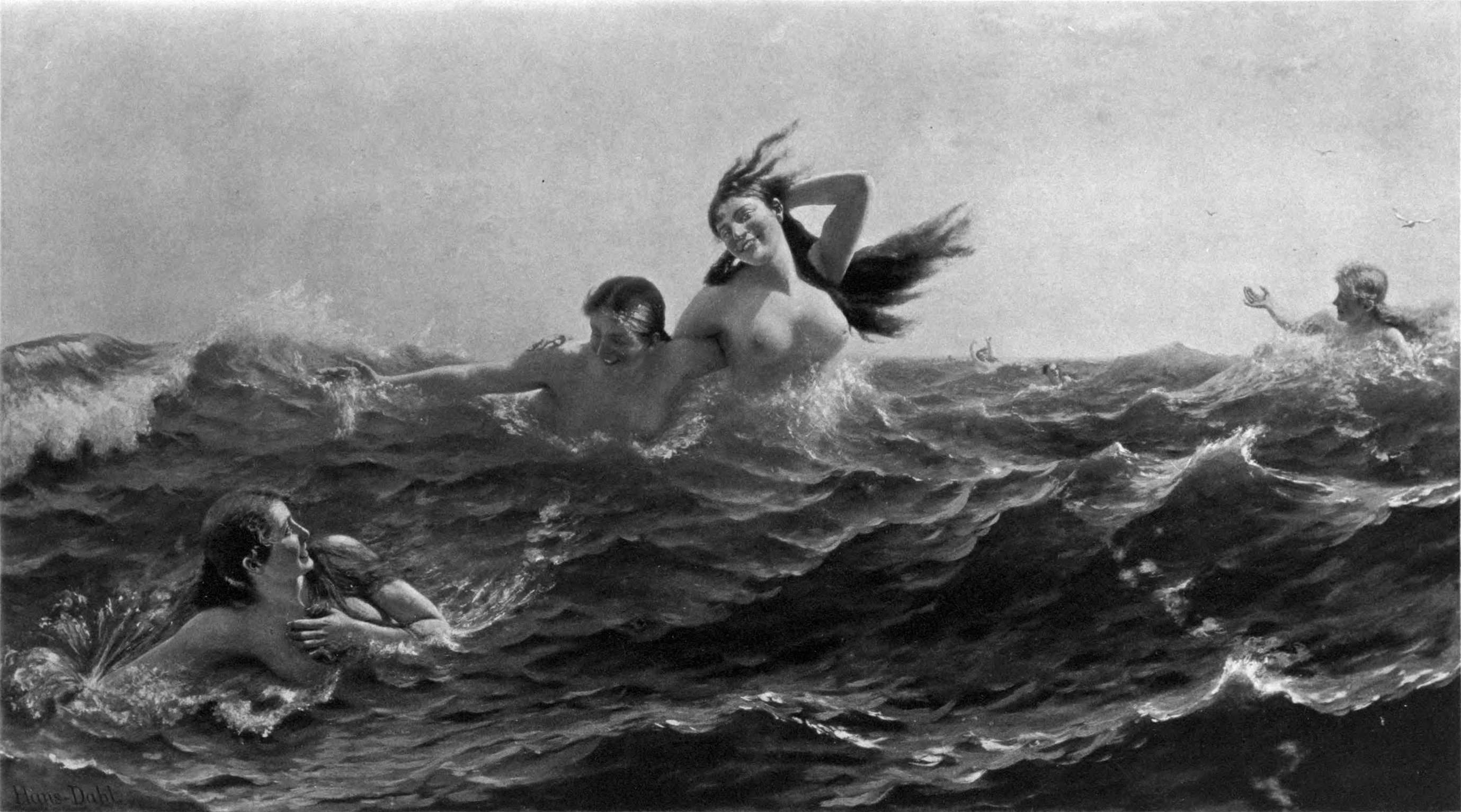
Le figlie di Rán, di Hans Dahl

Deriva dall'antico nome norreno Unnr, tratto da unna ("amare") oppure da unnr ("fluttuare", "sventolare", "gonfiarsi col vento"). Il nome norvegese Unni potrebbe essere collegato a questo.
Nella mitologia norrena, questo nome è portato da una delle figlie di Ægir e Rán, gli dei del mare.

## Onomastico
Il nome è adespota, cioè non è portato da alcuna santa. Si può festeggiarne l'onomastico il 1º novembre, giorno di Ognissanti.

## Persone
- Unnur Steinsson, modella islandese
- Unnur Birna Vilhjálmsdóttir, modella islandese